# Pholcus opilionoides
Pholcus opilionoides là một loài nhện trong họ Pholcidae. Loài này được tìm thấy ở khu vực Holartic, bao gồm Bỉ, và Hà Lan.
Loài này là rất tương tự như nhện rung động lớn, nhưng hơi nhỏ hơn. Chúng có thể dài từ 3 đến 5,5 mm (không tính chân).

## Đồng âm
- Aranea opilionoides - Schrank, 1781
- Pholcus osellai - Brignoli, 1971[3]